# Oblas (wieś)
Oblas – wieś w Polsce, położona w województwie mazowieckim, w powiecie radomskim, w gminie Przytyk. Ma status sołectwa.
Prywatna wieś szlachecka, położona była w drugiej połowie XVI wieku w powiecie radomskim województwa sandomierskiego. W latach 1975–1998 miejscowość administracyjnie należała do województwa radomskiego.
Przez miejscowość przebiega droga wojewódzka nr 740.